# Керик
Керик је у грчкој митологији био први гласник елеусинских мистерија (његово име и значи „гласник“).

## Митологија
Био је најмлађи Еумолпов син или Хермеса и Аглауре или њене сестре Херсе. Керик који је био Еумолпов син је наследио свог оца на дужности свештеника и његови потомци су уживали велике повластице у Елеусини.

## Биологија
Латинско име ове личности (Ceryx) је назив за род лептира.